# Šchunat Ziv
Šchunat Ziv (hebrejsky: שכונת זיו, doslova Zivova čtvrť, nebo jen Ziv, זיו) je čtvrť v jihovýchodní části Haify v Izraeli. Nachází se v administrativní oblasti Ramot Neve Ša'anan, v pohoří Karmel.

## Geografie
Leží v nadmořské výšce cca 200 metrů, cca 4,5 kilometru jihovýchodně od centra dolního města. Na jihovýchodě s ní sousedí areál Technionu, na západě Ramat Chen a Ramot Remez, na severu Neve Ša'anan, na jihu Ramat Alon. Zaujímá severní svahy Karmelu, které se svažují k pobřeží Haifského zálivu, přičemž na východě je ohraničena hlubokým údolím vádí Nachal Ben Dor. Hlavní dopravní osou je ulice Sderot Trumpeldor. Populace je židovská, bez arabského prvku.

## Dějiny
Její nejstarší jádro vyrůstalo od poloviny 30. let 20. století. Plocha této městské části dosahuje 0,61 kilometru čtverečního. V roce 2008 tu žilo 3 290 lidí (z toho 3 140 Židů).